# The Long Lane
The Long Lane fa riferimento al nome medievale e moderno di una strada romana che correva all'incirca verso ovest da Derventio, forte e vicus romano nei sobborghi della Derby moderna, attraverso tutto il Derbyshire fino a Rocester, dove vi era un insediamento romano e fino a Draycott in the Moors. Da quel momento in poi la stessa strada – che non viene più chiamata "The Long Lane" - continua attraverso gran parte dello Staffordshire per giungere a Chesterton vicino a Newcastle-under-Lyme. La sua destinazione finale era Middlewich (in latino Salinae), presso l'importante città di Chester (in latino Deva).